# غلوبيولين مناعي ج

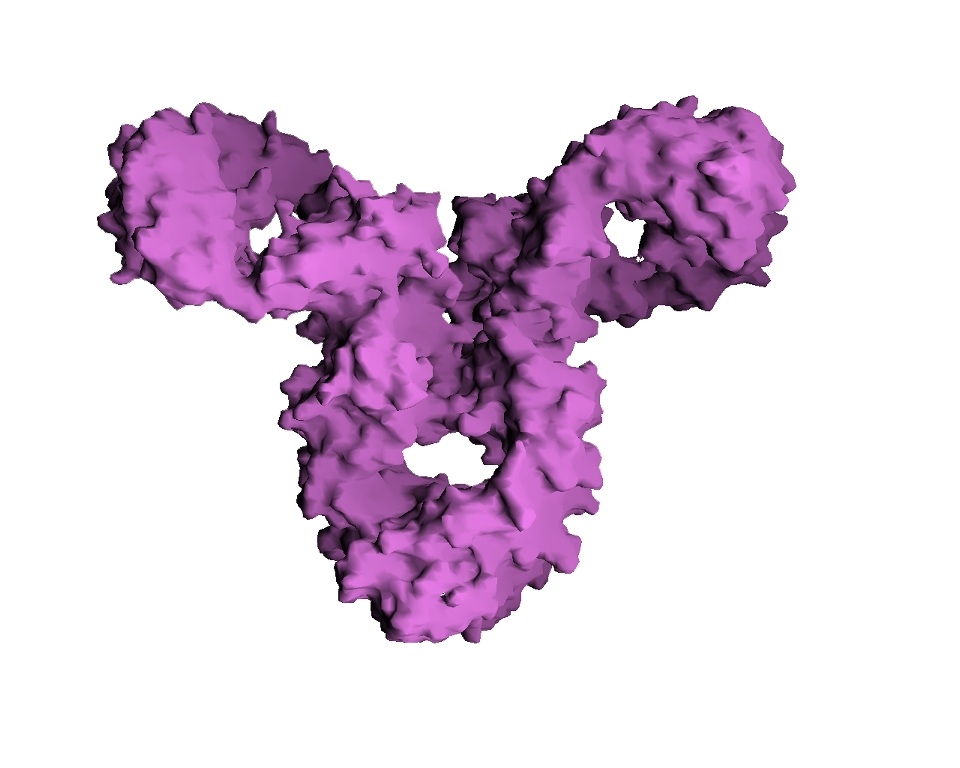
IgG

الكريين المناعي ج أو الغلوبولين المناعي ج (IgG) اكتشف عام 1946 وهو أكثر الأضداد عددا وتتراوح نسبته 70-80% من مجموع الكريينات المناعية. تركيزه في المصل يصل إلى 12 غ/ل، تتجدّد كل 20 يوم- ويمكنها عبور الحبل السري للجنين-وزنها الجزيئي 150 كيلو دالتون. تساهم كأحد أذرع الاستجابة المناعية الثانوية، كما تنشط البلاعم، إضافة إلى إنها قد تثبط المتممة أو تنشطها. يحتوي جسم الإنسان على أربعة أنماط من الـIgG وهي: الـIgG1, IgG2, IgG3 والـIgG4.